# Звуки Му
Звуки Му — музичний гурт, що було створено Петром Мамоновим та Олександром Ліпницьким у Москві в кінці 1980-х. Напрям музики гурту — постпанк, інді-рок; тексти, що пише Петро Мамонов, переважно побутової тематики, тоді як звучання постійно змінювалося, в різні періоди зачіпаючи такі напрямки, як експериментальний рок (1983—1987), психоделічний рок (1988—1991), постпанк (1993—1997) і lo-fi (1998—2005).
Група неодноразово змінювала склад (аж до одного Мамонова), кілька разів розпадалася і збиралася Мамоновим. Останній альбом проєкту Мамонова датувалася 2005 роком, після чого проєкт «Звуки Му» припинив своє існування. Через десять років, уже у 2015 році, Мамонов анонсував створення групи «Абсолютно нові Звуки Му».

## Історія гурту
Лідер гурту «Звуки Му» Петро Мамонов зацікавився музикою ще в 1960-ті роки. Грав у шкільному гурті «ЕКСПРЕС» (рос. «ЭКСПРЕСС»), у якій сам грав на ударних, а іноді — на бас-гітарі і клавішах. Цей колектив неодноразово виступав на шкільних вечорах і домашніх концертах, проте серйозні заняття музикою почалися для Петра тільки в 1981 році, коли він почав репетирувати разом зі своїм молодшим єдиноутробним братом Олексієм Бортничуком. У рамках дуету, який отримав робочу назву «Брати по матері», вони записали кілька магнітоальбомів, в тому числі «Бомбейські роздуми» і «Розмова на майданчику № 7». Мамонов при цьому співав, тримаючи в руках акустичну гітару, а Бортничук через відсутність будь-якого інструментального досвіду просто в ритмі бив по перевернутих стільцях, каструлях, банках з-під майонезу, енергійно тряс дитячі брязкальця.
Перший концерт гурту «Звуки Му» відбувся у 1984 році в одній з англійських спецшкіл Москви, де навчалися колись соліст Петро Мамонов та басист Олександр Ліпницький. Гурт запам'ятався завдяки оригінальним текстам, творчій концепції, гротескності своїх виступів.
Пізніше виступають на московській рок-лабораторії. У кінці 80-х учасники гурту припиняють спільну працю. У 1990 році Петро Мамонов створює новий гурт зі своїм братом «Мамонов і Олексій».

## Дискографія
- 1988 — Прості речі (Простые вещи)
- 1988 — Крим (Крым)
- 1989 — Звуки Му
- 1991 — Транснадійність (Транснадежность)
- 1995 — (Грубый закат)
- 1996 — Життя амфібій, яке воно є (Жизнь амфибий, как она есть)
- 1996 — Інструментальні варіації (Инструментальные вариации)
- 1997 — Легенди російського року (Легенды русского рока)
- 1998 — Назбирав гарних пісень на один компакт (Набрал хороших песен на один компакт)
- 1999 — Шкура Невбитого (Шкура Неубитого)
- 2000 — Шоколадний Пушкін (Шоколадный Пушкин)
- 2002 — Шкура Невбитого-2 (Шкура Неубитого-2)
- 2002 — Електро Т (Электро Т)
- 2003 — Миші 2002 (Мыши 2002)
- 2003 — Велике мовчання вагона, метро (Великое молчание вагона, метро)
- 2003 — Зелененький (Зелёненький)
- 2005 — Казки братів Грімм (Сказки братьев Гримм)